# Nealy Lobell
Nealy Lobell, född 5 mars 1984 på Lana Lobell Farms i Bedminster i New Jersey, död 2 mars 2013 i Sverige, var en amerikansk standardhäst. Hon är ett av de bästa travstona som tränats i Sverige, mest känd för att ha deltagit i fem raka upplagor av Elitloppets final (1988, 1989, 1990, 1991 och 1992).

## Historia
Nealy Lobell köptes på auktion i USA som ettåring för 40 000 dollar av Sören Nordin. Hon sattes i träning hos Nordin, och gjorde debut på tävlingsbanorna som tvååring. Under tiden hos Nordin tjänade hon drygt 100 000 dollar, och segrade i sju stakeslopp.
Efter treåringssäsongen flögs hon över till Sverige för att bli avelssto. Då det var ett par månader till hon skulle betäckas, sattes hon i träning hos Johnny Takter. I Takters träning visade hon snabbt resultat, och avelsplanerna sattes åt sidan. Hon blev bland annat inbjuden till Elitloppet på Solvalla fem år i rad  (1988, 1989, 1990, 1991 och 1992), och tog sig till final i samtliga upplagor.
Nealy Lobell sprang totalt in 6,9 miljoner kronor på 114 starter, varav 47 segrar, 19 andraplatser och 10 tredjeplatser. Hon tog karriärens största segrar i Europamatchen (1988), N. J. Kosters Memorial (1988, 1989), Klosterskogen Grand Prix (1991), Fina Cup (1990), Biri International (1990), Gran Premio Campionato Europeo (1990, 1991), Årjängs Stora Sprinterlopp (1990), Malmö stads pris (1991) och Energima Cup (1992). Hon har även kommit på andraplats i Fina Cup (1989), Algot Scotts Minne (1989), Hugo Åbergs Memorial (1989), Forus Open (1990) och på tredjeplats i Elite-Rennen (1988) och Hugo Åbergs Memorial (1988).
Efter tävlingskarriären var Nealy Lobell verksam som avelssto. Hon avled den 2 mars 2013 vid 28 års ålder, tre dygn innan hon skulle fyllt 29.

## Lista över avkommor
| # | Född | Hästnamn          | Far               | Farfar         | Kön    | Starter | Placeringar | Vinstsumma   |
| - | ---- | ----------------- | ----------------- | -------------- | ------ | ------- | ----------- | ------------ |
| 1 | 1994 | Herr Jägermeister | Sugarcane Hanover | Florida Pro    | Hingst | 89      | 33-9-7      | 4 421 627 kr |
| 2 | 1995 | Lamsing           | Napoletano        | Super Bowl     | Valack | 0       | 0-0-0       | 0 kr         |
| 3 | 1996 | Macarena          | Sugarcane Hanover | Florida Pro    | Sto    | 20      | 2-3-1       | 107 500 kr   |
| 4 | 1999 | Super Queen       | Supergill         | Super Bowl     | Sto    | 53      | 11-11-5     | 1 037 890 kr |
| 5 | 2000 | Sir Gill          | Supergill         | Super Bowl     | Hingst | 0       | 0-0-0       | 0 kr         |
| 6 | 2001 | Global Galloway   | Muscles Yankee    | Valley Victory | Sto    | 0       | 0-0-0       | 0 kr         |
| 7 | 2002 | Blue Canyon       | S.J.'s Photo      | Photo Maker    | Valack | 148     | 13-10-15    | 1 535 850 kr |
| 8 | 2004 | Jula Nett         | Pine Chip         | Arndon         | Sto    | 12      | 0-1-2       | 28 500 kr    |
| 9 | 2007 | Sugar             | Pine Chip         | Arndon         | Sto    | 6       | 1-2-1       | 24 276 kr    |